# 오스헤레드시

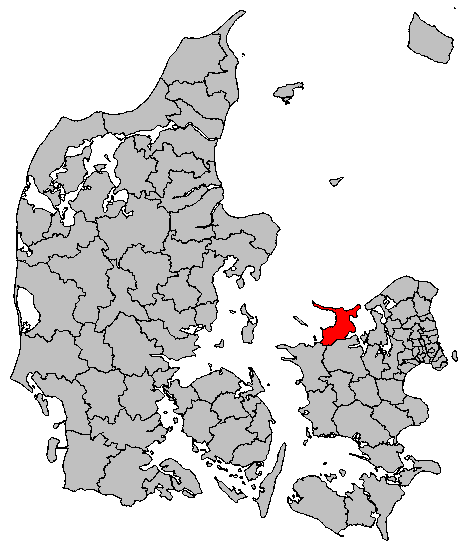
오스헤레드시의 위치

오스헤레드시(덴마크어: Odsherred Kommune)는 덴마크 셸란 지역에 위치한 지방 자치체로 행정 중심지는 뉘쾨빙셸란이며 면적은 355.3km2, 인구는 32,710명(2012년 1월 1일 기준), 인구 밀도는 92명/km2이다. 셸란섬 북부 연안에 위치한다.